# Дін'ань
19°42′07″ пн. ш. 110°19′46″ сх. д. / 19.701847222222° пн. ш. 110.32945555556° сх. д.
Дін'ань (кит. 定安县, пін. Dìng'ān Xiàn) — один із повітів КНР у складі провінції Хайнань. Адміністративний центр — містечко Дінчен.

## Географія
Дін'ань лежить на висоті близько 26 метрів над рівнем моря у східній частині острова Хайнань.

### Клімат
Повіт знаходиться у зоні, котра характеризується вологим субтропічним кліматом. Найтепліший місяць — липень із середньою температурою 28,8 °C. Найхолодніший місяць — січень, із середньою температурою 18,2 °С.
| Клімат повіту Дін'ань   | Клімат повіту Дін'ань | Клімат повіту Дін'ань | Клімат повіту Дін'ань | Клімат повіту Дін'ань | Клімат повіту Дін'ань | Клімат повіту Дін'ань | Клімат повіту Дін'ань | Клімат повіту Дін'ань | Клімат повіту Дін'ань | Клімат повіту Дін'ань | Клімат повіту Дін'ань | Клімат повіту Дін'ань | Клімат повіту Дін'ань |
| Показник                | Січ.                  | Лют.                  | Бер.                  | Квіт.                 | Трав.                 | Черв.                 | Лип.                  | Серп.                 | Вер.                  | Жовт.                 | Лист.                 | Груд.                 | Рік                   |
| Середній максимум, °C   | 22,7                  | 24,2                  | 27,4                  | 30,7                  | 32,8                  | 33,7                  | 34                    | 33                    | 31,5                  | 29,4                  | 26,6                  | 23,5                  | 29,1                  |
| Середня температура, °C | 18,2                  | 19,7                  | 22,5                  | 25,7                  | 27,6                  | 28,7                  | 28,8                  | 28,1                  | 27                    | 25,1                  | 22,2                  | 19                    | 24,4                  |
| Середній мінімум, °C    | 15,3                  | 16,9                  | 19,4                  | 22,5                  | 24,3                  | 25,3                  | 25,4                  | 25,1                  | 24,2                  | 22,4                  | 19,4                  | 16,1                  | 21,4                  |
| Норма опадів, мм        | 21.7                  | 40.9                  | 38.8                  | 124.8                 | 258.3                 | 253.6                 | 230.1                 | 298.9                 | 314.6                 | 205                   | 80.7                  | 35.1                  | 1902.5                |
| Вологість повітря, %    | 86                    | 86                    | 84                    | 83                    | 83                    | 82                    | 81                    | 85                    | 86                    | 85                    | 84                    | 84                    | 84.1                  |
| ----------------------- | --------------------- | --------------------- | --------------------- | --------------------- | --------------------- | --------------------- | --------------------- | --------------------- | --------------------- | --------------------- | --------------------- | --------------------- | --------------------- |
| Джерело: data.cma.cn    |                       |                       |                       |                       |                       |                       |                       |                       |                       |                       |                       |                       |                       |